# 芽室帯広インターチェンジ
芽室帯広インターチェンジ（めむろおびひろインターチェンジ）は、北海道河西郡芽室町と帯広市に跨って所在する帯広広尾自動車道のインターチェンジ。
国土交通省北海道開発局管轄（無料区間）の最終出口であり、道東自動車道と接続する帯広JCTには本線料金所があり有料区間となるので注意が必要である。
帯広市北西部や芽室市街への最寄ICとなっている。

## 歴史
- 2003年（平成15年）3月15日 : 帯広広尾自動車道初の区間である、帯広JCT - 帯広川西IC間（帯広川西道路）の開通に伴い供用開始[1][2]。

## 周辺
周辺は工業団地（芽室東工業団地、帯広工業団地、新帯広工業団地、帯広市西20条北工業団地）となっている。帯広競馬場へはICから車で約15分。
- 六花亭製菓本社工場
- 北海道立帯広高等技術専門学院[6]
- 十勝バス本社・帯広営業所
- 帯広地方卸売市場[7]
- 福原本社
- UDトラックス道東本社・帯広支店
- 西帯広郵便局
- JR北海道西帯広駅
- JR貨物帯広貨物駅
- ダイイチ本社
- パナソニックスイッチングテクノロジーズ（パナソニックグループ）本社・帯広工場
- 帯広運転免許試験場
- 国土交通省北海道運輸局帯広運輸支局
- 共成レンテム本社
- 国立病院機構帯広病院

## 接続する道路
- 北海道道1152号芽室帯広インター線

## 隣
E60 帯広広尾自動車道（帯広川西道路）
(9) 帯広JCT/TB - (1) 芽室帯広IC - (2) 帯広川西IC